# Marco Valério Messala Níger
Marco Valério Messala Níger (em latim: Marcus Valerius Messalla Niger) foi um político da gente Valéria da República Romana eleito cônsul em 61 a.C. com Marco Púpio Pisão Frúgio Calpurniano.

## Carreira
Messala foi pretor no ano do consulado de Cícero, 63 a.C., e cônsul dois anos depois com Marco Púpio Pisão Frúgio Calpurniano, o mesmo ano no qual Públio Clódio Pulcro profanou os mistérios de Bona Dea e Pompeu triunfou por conta de suas vitórias contra os piratas da Cilícia, Tigranes II da Armênia e Mitrídates VI do Ponto. Messala, como cônsul, teve um papel preponderante no processo contra Clódio.
Em 55 a.C., foi eleito censor com Públio Servílio Vácia Isáurico, o cônsul em 79 a.C..

## Jurista e orador
Cícero o considerava um orador respeitável. Em 80 a.C., Messala esteve envolvido na coleta de evidências para a defesa na causa de Sexto Róscio de Ameria. Em 62 a.C., solicitou a Cícero que defendesse seu parente, Públio Cornélio Sula. Em 54 a.C., foi um dos seis oradores que Marco Emílio Escauro contratou para seu próprio julgamento.

## Família
Messala casou-se com uma irmã de Quinto Hortênsio Hórtalo seria pai de Valéria Messala, a quarta esposa de Sula, e de Marco Valério Messala Rufo, cônsul em 53 a.C.. De acordo com William Smith, Plutarco errou ao listá-la como irmã de Quinto Hortênsio Hórtalo, o que teria sido causado porque uma irmã de Hortênsio se casou com algum Valério Messala.
Outra teoria defende que Messala casou-se com uma romana chamada Pola, com quem teve um filho, Marco Valério Messala Corvino, que foi cônsul sufecto em 31 a.C., e duas filhas, ambas chamadas Valéria, casadas com Quinto Pédio e Sérvio Sulpício Rufo, filho do cônsul em 51 a.C., respectivamente.